# Dipropionato de beclometasona
El dipropionato de beclometasona (en inglés: beclometasone dipropionate) es un medicamento que pertenece a la familia de los corticosteroides.Se emplea en diferentes formas farmacéutica, inhalador para uso respiratorio, comprimidos, espray nasal y crema para administración en la piel. El inhalador se usa para el tratamiento del asma. Este tipo de antiinflamatorios esteroideos inhalados son considerados una terapia de 1.ª línea en pacientes asmáticos (excepto aquellos con formas muy leves de la enfermedad).
La crema se emplea en diferentes enfermedades de la piel, entre ellas psoriasis y eccema. Los comprimidos se emplean como antiinflamatorio en numerosas enfermedades. y el spray nasal para tratar principalmente la rinitis alérgica y poliposis nasales.

## Historia
La beclometasona se patentó por primera vez en 1962 y se ha empleado desde 1972. Se lo aprobó para uso clínico en los Estados Unidos en 1976. Está en la lista de Medicamentos esenciales de la Organización Mundial de la Salud, la lista de los medicamentos más importantes de un sistema de asistencia sanitaria básica.

## Mecanismo de acción
Es un agonista de receptores a glucocorticoides. El dipoprionato de beclometasona es un compuesto profarmaco , el cual se activa localmente por esterasas de pulmones, volviéndose así a su forma activa que es monopropionato de beclometasona.
Se dan estímulos inflamatorios (IL-1β, TNF-α, etc.) activan IKKβ, esto activa el factor de transcripción NF-κB. Un dímero de las proteínas p50 y p65, NF-κB se transloca al núcleo y se une a sitios de reconocimiento κB específicos y a coactivadores, como la proteína de unión a CREB (CBP), que tiene actividad intrínseca de histona acetiltransferasa (HAT). Esto tiene como resultado la acetilación de histonas centrales y la consiguiente expresión aumentada de genes que codifican múltiples proteínas inflamatorias. 
Ante tales estímulos, entra en acción dipoprionato de beclometasona, al administrarse el GR citosólicos se unen a los corticosteroides; el complejo esteroides-GR se desplaza hacia núcleo y se une a coactivadores para inhibir la actividad de HAT de 2 maneras: directamente y, reclutando HDAC2, que invierte la acetilación de histona, lo que lleva a la supresión de genes inflamatorios activados.

## Efectos antiinflamatorios en el asma
Los corticosteroides como la beclometasona tienen efectos amplios en la transcripción génica, lo que aumenta la transcripción de varios genes antiinflamatorios y suprime la transcripción de muchos genes inflamatorios. Los esteroides tienen efectos inhibidores en muchas células inflamatorias y estructurales que se activan en el asma y que evitan el reclutamiento de células inflamatorias hacia las vías respiratorias. En pacientes con asma leve, la inflamación puede resolverse completamente después de inhalar esteroides.
Los esteroides inhiben potentemente la formación de múltiples citocinas inflamatorias, particularmente citocinas liberadas de células TH2. Los corticosteroides también disminuyen la supervivencia de los eosinófilos al inducir apoptosis, también previenen e invierten el aumento de la permeabilidad vascular debida a los mediadores inflamatorios y, por tanto, pueden conducir a la resolución del edema de las vías respiratorias. 
Los esteroides tienen un efecto inhibidor directo sobre la secreción de glucoproteína mucosa de las glándulas submucosas de las vías respiratorias, así como efectos inhibidores indirectos por la regulación descendente de los estímulos inflamatorios que estimulan la secreción de moco.
Los corticosteroides no tienen efecto directo sobre las respuestas contráctiles del músculo liso de las vías respiratorias; la mejoría en la función pulmonar después de la administración se debe, presumiblemente, a un efecto sobre la inflamación crónica de las vías respiratorias, el edema y la hiperreactividad de las vías respiratorias. Una sola dosis no tiene efecto sobre la respuesta temprana al alérgeno, pero inhibe la respuesta tardía y también inhibe el aumento en la hiperreactividad de las vías respiratorias. Sin embargo, puede llevar varias semanas o meses lograr los máximos efectos en la hiperreactividad de las vías respiratorias, lo que probablemente refleje la lenta curación de las vías aéreas inflamadas y dañadas. 
Es importante reconocer que estos suprimen la inflamación en las vías respiratorias, pero no curan la enfermedad subyacente. Cuando se interrumpen, hay recurrencia del mismo grado de hiperreactividad de las vías respiratorias, aunque en pacientes con asma leve puede tardar meses para que se restablezca esta respuesta.

## Efectos sobre la respuesta a los adrenérgicos β2
Los esteroides potencian los efectos de los agonistas β en el músculo liso bronquial y previenen y revierten la desensibilización del receptor β en las vías respiratorias. A nivel molecular, los corticosteroides aumentan la transcripción de los genes de receptores β2 en el pulmón humano in vitro y en la mucosa respiratoria in vivo, y también aumentan la estabilidad de su RNA mensajero. También previenen o revierten el desacoplamiento de los receptores β2 con Gs. 
Los agonistas β2 también mejoran la acción de los GR, ocasionando un aumento de la translocación nuclear de los receptores GR ocupados por ligando e incrementando la unión de GR al DNA. Esto sugiere que los agonistas β2 y los corticosteroides incrementan los efectos beneficiosos de cada uno en el tratamiento del asma.

## Farmacocinética
| Administración | Distribución                      | Metabolismo                                                       | Excreción                    |
| --- | --------------------------------- | ----------------------------------------------------------------- | ---------------------------- |
| Vía inhalatoria/nasal, tópica. - Inhalado (MDI, DPI); 88 μg (1 spray = 44 μg) dos veces al día. - No debe exceder 440 μg dos veces al día. - F = 27.5 % - V 1/2 = 0.3 h - Tmax min = 0.5 | - Unión a proteínas de 94 a 96 %. | - En hígado mediante CYP3A4. - No sufre metabolismo de 1.er paso. | Pulmonar (vía respiratoria). |

Tiene un clasificación FDA tipo C. Se debe evitar en lactancia.

## Efectos adversos
Entre los efectos secundarios habituales con la forma del inhalador se encuentran infecciones respiratorias, dolores de cabeza, voz ronca e inflamaciones de la garganta. Efectos secundarios graves incluyen un aumento en el riesgo de infecciones, cataratas, síndrome de Cushing y reacciones alérgicas severas.
Puede causar supresión del crecimiento, hematomas, adelgazamiento, hiperglucemia, inmunodepresión e inhibición del eje hipotálamo-hipofisiario.
Uso de la pastilla en el plazo largo puede causar insuficiencia adrenal. También las pastillas pueden causar cambios en el humor o en la personalidad. Generalmente, la forma de inhalador se ve como seguro durante el embarazo. Principalmente, beclometasona es una glucocorticoide.
Ocasionalmente, se puede causar una tos durante inhalación. Depósitos que se quedan en la lengua y garganta pueden promocionar candidiasis oral, la cual aparece como una capa blanca, quizás con irritación.
Esta se puede impedir enjuagando la boca con agua después de usar el inhalador. 
Raras veces, otras reacciones adversas a medicamentos puede incluir: un olor similar a lo de plástico quemado, sabor desagradable, roncedad o congestión nasal, dolor o dolor de cabeza y cambios visuales. Raras veces se puede ocurrir una reacción alérgica. Se ha relacionado el uso de corticosteroides nasales con la aparición de la enfermedad ocular denominada coriorretinopatía serosa central.

## Contraindicaciones
- Cuando se sufre hipersensibilidad a los fármacos e infección micótica sistémica.[14]

- No es útil en el tratamiento primario del estatus asmático u otros episodios agudos de asma, en donde se requieran medidas intensivas.